# 道の駅津田の松原
道の駅津田の松原（みちのえき つだのまつばら）は、香川県さぬき市津田町津田にある国道11号の道の駅である。

## 施設
- 駐車場
  - 普通車：75台
  - 大型車：4台
  - 身障者用：2台
- トイレ（いずれも24時間利用可能）
  - 男：大30器
  - 女：36器
  - 身障者用：2器
- 公衆電話
- レストラン
- 観光物産センター
- 児童広場
- 国民宿舎「松琴閣」

## 休館日
- 年末年始

## アクセス
- 国道11号 - 登録路線
  - 香川県道122号津田引田線
  - 香川県道133号富田中津田線
- JR高徳線 讃岐津田駅

## 周辺
- 琴林公園（津田の松原と海水浴場）
- さぬき市役所津田支所
- 津田港